# Mario de' Fiori
Mario de' Fiori, pseudonimo di Mario Nuzzi (Penna San Giovanni, 19 gennaio 1603 – Roma, 14 novembre 1673), è stato un pittore italiano.
Pittore barocco, influenzò molto la pittura di genere, italiana e spagnola, del XVII secolo. Il soggetto preferito dei suoi quadri furono le composizioni di fiori, genere di cui divenne un vero specialista, tanto da derivarne il soprannome 'Mario de' Fiori'. Allievo e nipote del pittore caravaggesco Tommaso Salini, fu attivo soprattutto a Roma, dove la sua opera fu molto richiesta dalle famiglie nobiliari dell'epoca.

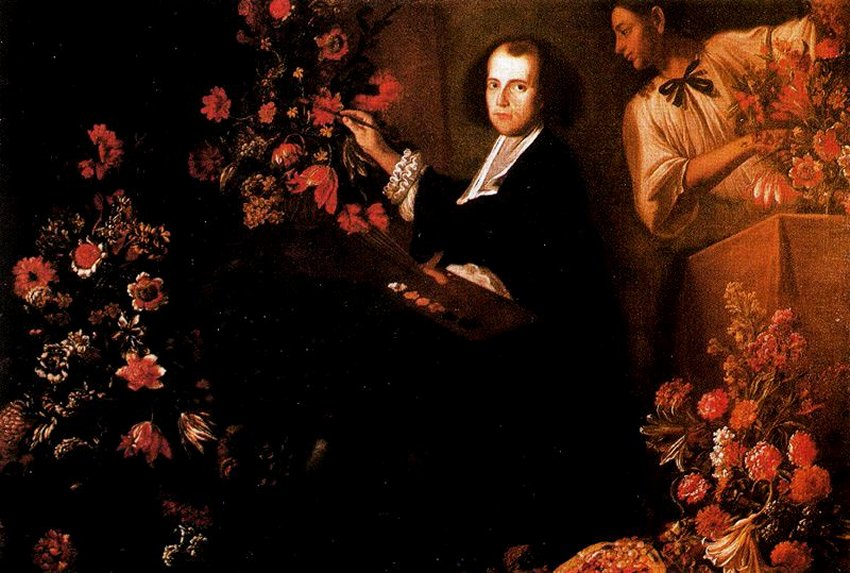
Autoritratto con fiori (1640),
Corridoio vasariano, Firenze

## Biografia

### La giovinezza
Mario Nuzzi nacque a Roma il 19 gennaio 1603, secondo figlio di Sisto Nuzzi, proprietario terriero, e di Faustina Salini, sorella del noto pittore caravaggesco Tommaso Salini.
Nel 1618 la famiglia tornò al paese d'origine, Penna in Teverina, dove il padre Sisto iniziò a dedicarsi alla floricoltura, coltivando anche rarità floreali. Proprio raffigurando i fiori più particolari, Mario si cimentò, da autodidatta, nelle sue prime prove pittoriche. Nel 1620 iniziò l'apprendistato nella bottega dello zio Tommaso Salini, (1575ca. – 1625), che era stato il primo "che pingesse, e accomodasse i fiori con le foglie ne' vasi, con diverse invenzioni molto capricciose e bizzarre" Mario rimase con lo zio fino al 1625, anno della morte di Salini, studiando e seguendo l'arte del Caravaggio e realizzando le sue prime tele, fortemente influenzate dallo stile dell'artista lombardo.

Nel 1628 Nuzzi si sposò con Ortensia de Curtis. Dal matrimonio nacque una figlia.
In una Roma che, dalla fine del XVI secolo, stava vivendo un periodo d'oro nel campo della sperimentazione medica e della ricerca botanica al servizio della Corte papale, Nuzzi instaurò proficue relazioni con l'ambiente accademico di Cassiano dal Pozzo, promotore della migliore illustrazione botanica, e con la corte dei Barberini, dove conobbe i migliori artisti romani del tempo.

### Le committenze prestigiose
Nuzzi maturò una raffinatezza culturale e scientifica che gli fruttò importanti committenze e collaborazioni: dalle illustrazioni per l'opera "De florum cultura", del gesuita Giovanni Battista Ferrari, commissionata da Francesco Barberini, ad una serie di ritratti e nature morte per vari membri della famiglia Barberini.

Oltre ai Barberini divennero presto suoi committenti il principe Agostino Chigi, il principe Colonna, il cardinale Giulio Rospigliosi, futuro Papa Clemente IX, l'ambasciatore di Spagna e il cardinale Mario Theodoli.

Le prestigiose committenze cardinalizie e nobiliari segnarono presto il suo successo, che si estese a livello internazionale, grazie ai dipinti donati dagli aristocratici romani ai diplomatici della Corte di Francia e a quelli commissionati dalla Corte di Spagna.
Nel frattempo le composizioni floreali di Nuzzi avevano perso progressivamente le influenze caravaggesche e avevano cominciato a rivelare l'influsso della pittura fiamminga, specialmente di Daniel Seghers, mantenendo tuttavia una certa originalità ispirata al barocco romano.
Nel 1644 l'artista conobbe Giovan Carlo de' Medici, appena nominato cardinale. Per lui, appassionato botanico, dipinse negli anni successivi molte opere, inaugurando il brillante collezionismo mediceo di nature morte del Seicento, che coinvolse vari esponenti della famiglia Medici, grazie ai quali l'inconfondibile stile di Nuzzi si diffuse in Toscana, essendo d'esempio per i pittori naturalisti Giovanni Stanchi, Bartolomeo Ligozzi, Bartolomeo Bimbi e Andrea Scacciati.

### I riconoscimenti accademici
Nel 1646 Mario Nuzzi fu eletto membro della Congregazione dei Virtuosi al Pantheon.
Rimasto vedovo nel 1648, si risposò con Susanna Passeri nel novembre 1650. Nel certificato di matrimonio Mario Nuzzi viene curiosamente menzionato con il soprannome 'Mario de' Fiori': "Marius, Pictor Romanus, vulgo Mario de' Fiori". Mario e la seconda moglie ebbero ben sei figli, nati tra il 1651 e il 1667.
Dopo il 1650 partecipò sempre più attivamente alla vita delle istituzioni artistiche della capitale pontificia e nell'agosto 1657 venne finalmente accolto tra gli accademici di San Luca.
Dal 1658 lavorò per il Cardinale Flavio Chigi dipingendo fiori su specchi e su pietra di paragone, che si distinguevano per leggerezza, trasparenza di colori ed eleganza nella composizione, e nei quali si notava uno stile pittorico più mosso e cromaticamente più ricco rispetto alle opere precedenti. Sempre su commissione del Cardinale Chigi collaborò inoltre con altri pittori molto noti dell'epoca per realizzare dipinti di fiori con figure, tuttora conservati nel palazzo Chigi di Ariccia, che rimangono tra le tele più rappresentative della natura morta barocca.

Negli anni successivi continuò a lavorare per le famiglie della più alta nobiltà romana e per i maggiori mercanti d'arte e antiquari dell'epoca. Divenne sempre più famoso e soprattutto sempre più ricco.
Mario Nuzzi morì a Roma il 14 novembre 1673, all'età di 70 anni. Fu sepolto nella Basilica di San Lorenzo in Lucina.
A Roma gli venne dedicata la via, dove visse dopo il suo secondo matrimonio, estesa da via Vittoria a via della Mercede.
La città di Penne in Abruzzo, per una errata tradizione storiografica che voleva Mario nativo della città vestita, gli ha dedicato l'istituto d'arte, oggi IIS - Luca da Penne - Mario dei Fiori.

## L'eredità artistica e le opere
Mario de' Fiori fu maestro di due generazioni di "fioranti" italiani ed europei, tra i quali Laura Bernasconi, Pier Francesco Cittadini, Paolo Porpora, Abraham Brueghel e Domenico Bettini. Fra i suoi allievi va inserito anche il figlio Giulio Antonio Domenico, che si cimentò pure lui nella pittura dei fiori. Sono stati numerosi anche i seguaci che hanno replicato le opere dell'artista, creando in qualche caso anche problemi di catalogazione e attribuzione.
Opere di Mario de' Fiori si trovano, insieme a quelle di altri pittori dello stesso periodo, nel Museo della natura morta, da poco istituito al secondo ed ultimo piano della Villa medicea di Poggio a Caiano, presso Firenze. Sempre a Firenze, vista l'attenzione verso la sua opera da parte del collezionismo granducale, sono conservate altre sue opere: un autoritratto si trova nel Corridoio vasariano, collegato alla Galleria degli Uffizi, mentre altri dipinti sono esposti nella Galleria Palatina, a Palazzo Pitti.

Numerose sono le opere conservate nei palazzi e nei musei di Roma, o di località vicine: oltre a quelle a Palazzo Chigi di Ariccia, altre sono nelle dimore nobiliari romane, Palazzo Colonna, Palazzo Pallavicini Rospigliosi e Palazzo Chigi a Roma.

Altri dipinti sono al Museo del Prado (Madrid), all'Ermitage (San Pietroburgo) e in altri importanti musei italiani ed esteri.

Infine un numero considerevole di opere di Mario de' Fiori risulta presso collezioni private, antiquari e case d'asta.

## Galleria d'immagini

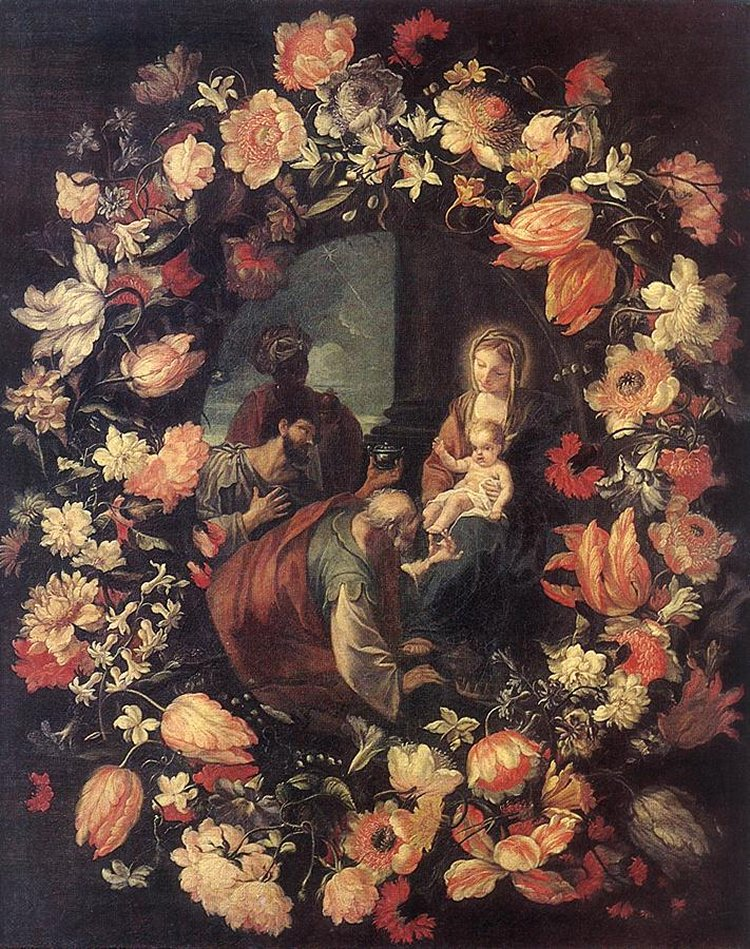
Adorazione dei magi in una ghirlanda di fiori, (1654), Museo dell'Ermitage
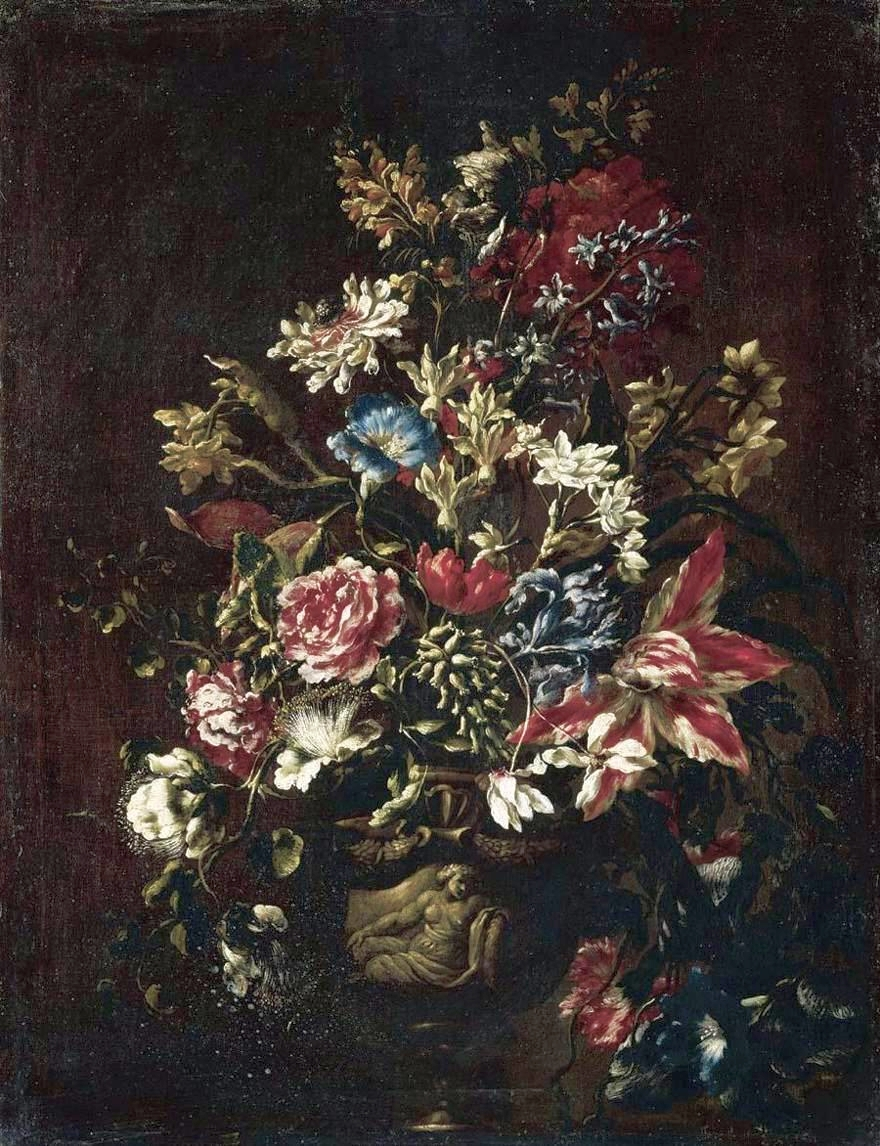
Natura morta floreale, Collezione privata
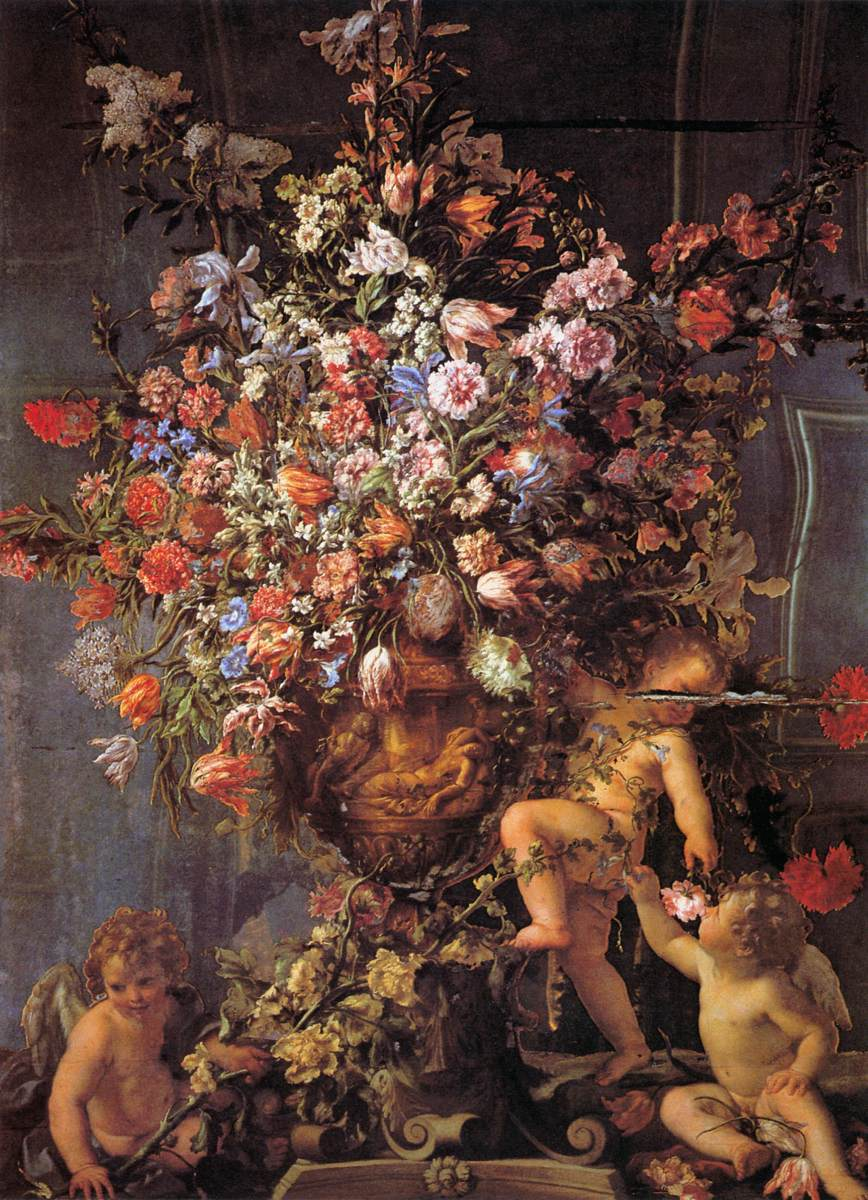
Specchio con tre putti (1660), Palazzo Colonna, Roma
Vaso di fiori (1660), MART, Rovereto e Trento